# Cavalieri dell'Apocalisse
I Cavalieri dell'Apocalisse sono quattro figure simboliche introdotte nell'Apocalisse di Giovanni (6, 1-8), successivamente presenti nella cultura medievale e in quella contemporanea.
Essi si presentano all'apertura da parte dell'Agnello (Gesù Cristo) dei primi quattro di sette sigilli che tengono chiuso un rotolo di papiro o di pergamena che Dio tiene nella mano destra. A parte l'ultimo, chiamato Morte/Peste (il termine greco θάνατος, thánatos, ha entrambi i significati), i nomi dei cavalieri non sono menzionati e perciò il loro significato simbolico deve essere dedotto dai loro attributi.

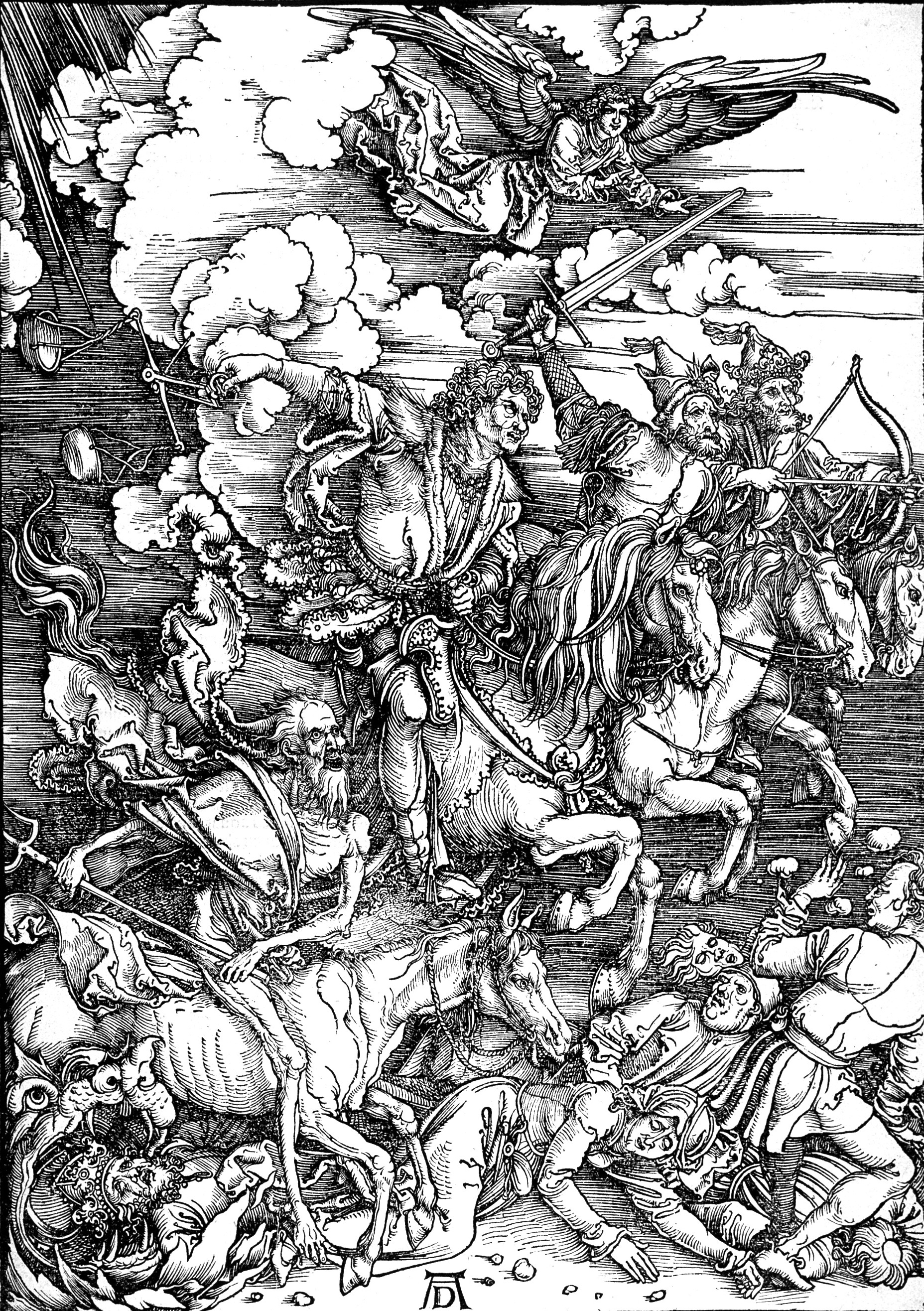
I cavalieri dell'Apocalisse, xilografia di Albrecht Dürer (ca. 1497–98), cavalcano in gruppo, guidati da un angelo, per portare morte, fame, guerra e conquista militare.

Le interpretazioni degli esegeti, tuttavia, sono discordanti, soprattutto per quanto riguarda il primo cavaliere, quello che monta un cavallo bianco. Numerosi elementi, infatti, collocano il primo cavaliere in un ruolo e in un'atmosfera diversi da quelli chiaramente negativi in cui si muovono gli altri tre. Così la pensavano i commentatori antichi, che nel primo cavaliere vedevano il Cristo o la corsa vittoriosa della predicazione cristiana. Dopo che poi, soprattutto per influsso della xilografia di A. Dürer (1498), per qualche secolo è stata dominante l'interpretazione negativa di quel cavaliere, ora si torna a sentire come gli antichi con sempre maggiore insistenza.
Secondo una diffusa interpretazione moderna, invece, essi sarebbero tutti e quattro portatori di una punizione divina che precorre il giudizio universale. Essi, infatti, simboleggerebbero nell'ordine la conquista militare (cavallo bianco, cavaliere con arco), violenza e stragi (cavallo rosso, cavaliere con spada), carestia (cavallo nero, cavaliere con bilancia), morte e pestilenza (cavallo verdastro). Citazioni moderne nella cultura pop e nei media contemporanei hanno associato agli ultimi tre gli appellativi di Guerra, Carestia e pestilenza/morte.

## Radici bibliche del tema simbolico
I quattro cavalli dell'Apocalisse sono collegati a due temi veterotestamentari, di cui, però, Giovanni fornisce una rielaborazione autonoma. Il tema dei cavalli di quattro diversi colori compare in due visioni di Zaccaria (1,8-11; 6,1-6). Nella prima i cavalli sembrano essere "angeli ispettori", che riferiscono all'angelo del Signore la situazione di calma su tutta la terra. Nella seconda, invece, due o più cavalli di uno stesso colore sono aggiogati a un cocchio e lo tirano verso una delle quattro direzioni cardinali. I quattro carri (o meglio i loro conduttori, non menzionati) vengono identificati con i quattro angeli/spiriti/venti (secondo la traduzione) corrispondenti alle quattro direzioni cardinali e incaricati di agitare la terra in modo conforme alla volontà di Dio (cfr. 6, 8b). Benché i cavalli di Zaccaria non abbiano cavaliere, il loro significato non dovrebbe essere troppo diverso da quello dei cavalieri dell'Apocalisse: anche questi ultimi dovrebbero rappresentare forze che muovono la storia.
Il secondo tema simbolico sottostante è quello del trittico delle cause di morte prematura: guerra, carestia e peste. Questa triade di flagelli compare ripetutamente in tutta la letteratura profetica, ad esempio in Ezechiele (6,11-12), ed è normalmente presentata come conseguenza/punizione dei peccati e dell'idolatria del popolo ebraico. Il trittico dei mali corrisponde in modo abbastanza chiaro agli ultimi tre cavalieri, che compaiono nell'Apocalisse con attributi significativi e nell'ordine con cui sono perlopiù citati nella letteratura profetica.
Ciò lascia aperta la questione della natura del primo cavaliere, che molti autori dopo la Riforma vorrebbero associare a qualche altra realtà negativa per omogeneità del quartetto. Questa interpretazione contrasta con le interpretazioni più antiche che associano al primo cavaliere una valenza positiva ed è rigettata da molti esegeti moderni, che, fra le altre cose, osservano che nella Bibbia il colore bianco non è mai associato al male e che nel capitolo 19 dell'Apocalisse è addirittura associato a Cristo e ai suoi seguaci (Ap 19, 11-14). Di questo cavaliere, inoltre, si dice che passa di vittoria in vittoria, caratteristica che la Bibbia non attribuirebbe mai al male.

## Il cavallo bianco

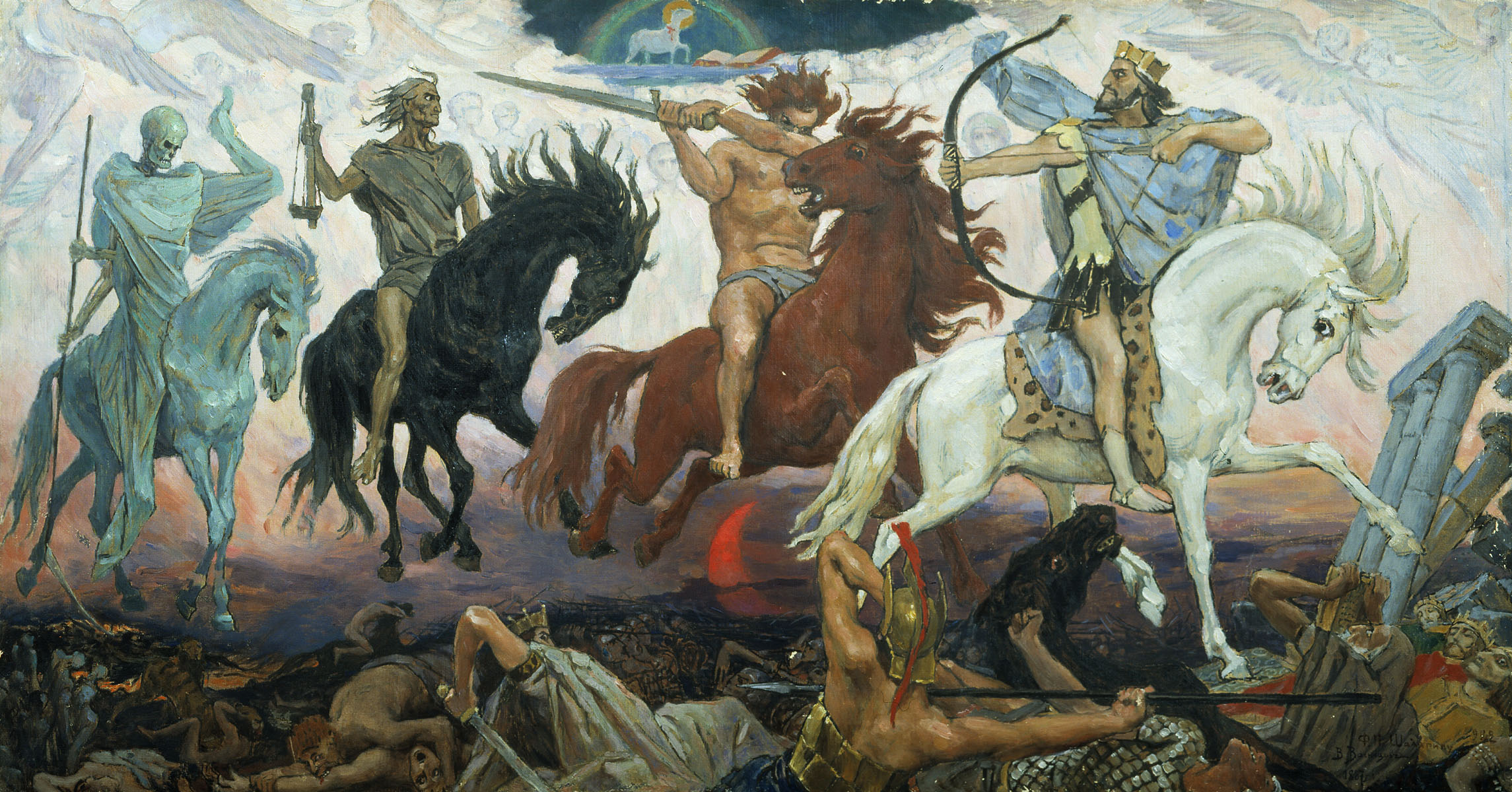
I Cavalieri dell'Apocalisse (1887) rappresentati da Victor Vasnetsov.
Nella parte in alto si può vedere l'Agnello.

Non c'è accordo fra i biblisti se il primo cavaliere rappresenti una forza malefica o benefica e ancor meno di quale forza si tratti.

### Interpretazioni come forza malefica
L'arco, di cui è armato il primo dei quattro cavalieri, e il riferimento alle vittorie conseguite e da conseguire evoca un contesto bellico; contesto, però, in cui si colloca anche il secondo cavaliere armato di spada. Secondo alcuni esegeti, quindi, il primo cavaliere rappresenta la guerra di conquista, il militarismo, mentre il secondo alluderebbe alla guerra civile, alle stragi e in generale ad ogni altra forma di violenza sanguinosa non bellica. Non è chiaro, tuttavia, perché solo il secondo abbia il potere di "togliere la pace". Altri esegeti, quindi, hanno ipotizzato che il cavaliere bianco sia l'anticristo, che deve venire prima degli sconvolgimenti escatologici, che sarebbero rappresentati dai cavalieri successivi.
Le somiglianze fra questo cavaliere bianco e quello del capitolo 19, chiaramente identificato come "Verbo di Dio", verrebbero spiegate osservando che il male scimmiotterebbe il Cristo, ruolo nel quale viene descritto diverse volte nel libro. Altri esegeti, poi, preferiscono parlare non di anticristo, ma di falsi messia (cfr. Mt 24, 4-5; Mc 13, 5-6, Lc 21, 8) e di falsa profezia o di falsa chiesa. Gli esegeti, infine, della scuola preterista, quelli cioè che cercano di riconoscere nell'Apocalisse eventi già avvenuti poco prima della sua redazione, interpretano il primo cavaliere vincitore come simbolo dei Parti, famosi arcieri e cavalieri, i quali sconfissero i romani nel 62 d.C. e continuarono a minacciarli nei secoli successivi.. Secondo una teoria, questo cavaliere è simbolo di pestilenza: nella descrizione del quarto cavaliere, Morte, si dice che i quattro abbiano il potere di sterminare con la spada (Cavallo rosso), fame (Cavallo nero), pestilenza e fiere della terra. Non si sa quindi se il cavallo bianco sia portatore di pestilenza o portatore di fiere.

### Interpretazioni come forza benefica
Secondo altri esegeti l'appartenenza del primo cavaliere al quartetto non è in contraddizione con una sua interpretazione come energia positiva presente nella storia. Anche nel cap. 12 il simbolo positivo della Donna vestita di sole compare in una stessa serie di segni con quello negativo del grande Drago Rosso. Il primo cavaliere è collegato a Cristo, a Dio e al bene da molte evidenze lessicali, cromatiche e iconografiche (la corona, l'arco, ecc.). La "voce di tuono" che saluta la sua comparsa (ma non quella degli altri tre cavalieri) esprime il compiacimento divino. L'arco, che colpisce a distanza, è superiorità bellica fra gli uomini (Ger 51,56; Osea 1,5). Può essere, però, simbolo della superiorità divina. In Ez 5,16 Dio lo usa proprio per "fare giustizia" scoccando "le terribili frecce della fame" e degli altri due mali esemplari. In Gen 9,13-15 LXX lo stesso vocabolo (toxon) indica l'arco dell'alleanza noachica. Nel Salmo 44/45 versetti da 4 a 7 (Sal 44, 4-7/Sal 45, 4-7) anche il Messia scaglia "frecce acute", che "abbattono i popoli".
Resta, però, incerto il significato preciso del simbolo. Per diversi esegeti medievali il cavallo bianco è verbum predicationis cum Spiritu sancto in orbem missum, cioè la Parola di Dio che si diffonde sulla terra, qualcosa di più della semplice predicazione del Vangelo e qualcosa di meno della presenza di Cristo nella storia. Per Ireneo, e per molti altri anche oggi, è il Cristo stesso. Per altri ancora rappresenta l'umanità buona, "l'uomo che Dio ha voluto vincitore sul male e signore del mondo e che, nonostante il peccato e la caduta, è destinato a vincere ancora".

## Il cavallo rosso
Il colore del cavallo, rosso fuoco, nell'Apocalisse è associato ai nemici di Dio, come il drago. Un cavaliere dotato di spada e del potere di togliere la pace dovrebbe essere associato alla guerra (o per differenziarlo da alcune interpretazioni del primo cavaliere almeno alla guerra civile), e più in generale a violenze,stragi e al martirio.

## Il cavallo nero
Il terzo cavaliere simboleggia la carestia, spesso associata alla guerra, e i suoi effetti: la morte (il colore nero). Lo conferma la menzione di un prezzo elevatissimo per grano e orzo. Il prezzo di olio e vino, però, non viene toccato. Trattandosi di prodotti autunnali, ciò potrebbe indicare precisi limiti temporali posti da Dio allo strumento di distruzione. Alternativamente, trattandosi di prodotti non indispensabili per la sopravvivenza, segnalerebbe che la carestia causata dalla guerra riguarda la popolazione comune e non tocca i ricchi. Il particolare, quindi, mette in evidenza l'ingiustizia sociale.

## Il cavallo verdastro
L'ultimo cavallo, di colore verdastro, porta sul proprio dorso un cavaliere chiamato Morte. Qui in particolare sembra si faccia riferimento alla pestilenza, significato aggiuntivo del greco thanatos utilizzato espressamente nella chiusura del versetto. Anche in questo caso sono evidenziati dei limiti precisi alla distruzione. Secondo l'Apocalisse lo seguirebbe l'inferno. Nel Nuovo Testamento la peste non è presente, mentre la malattia più simile è la lebbra che però ha un significato spirituale in quanto "simbolo del peccato", di conseguenza senza il suo perdono si sarebbe condannati alla morte eterna dell'Inferno. In questo senso il quarto cavaliere può essere identificato o con la morte oppure con il dio greco Ade signore degli inferi.

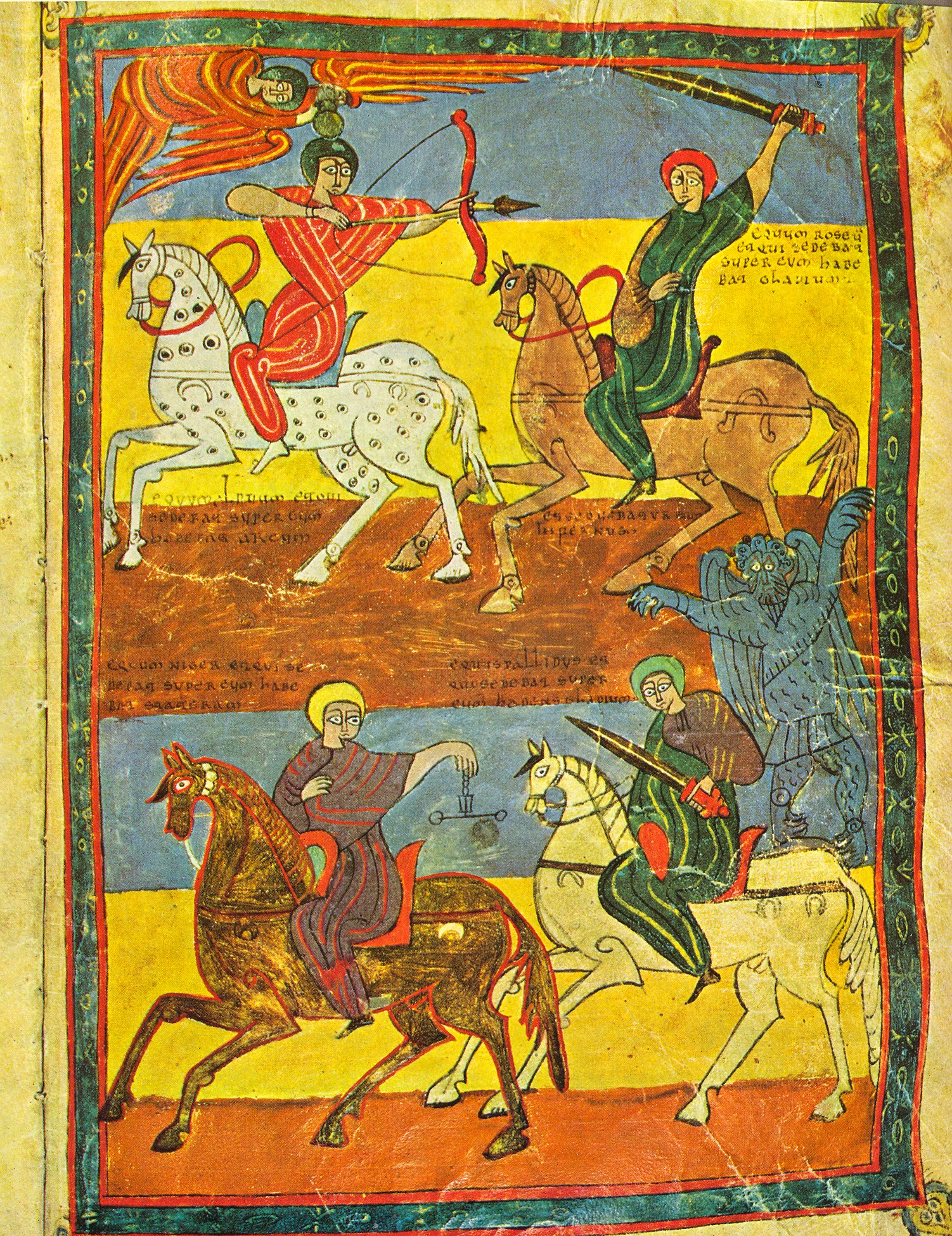
Miniatura tratta dal beatus di Valladolid (970 circa), una copia del Commentarius in Apocalypsin di Beato di Liébana

## Nella cultura di massa

### Film
- Nella pellicola I quattro cavalieri dell'Apocalisse, film muto del 1921 prodotto dalla Metro Pictures Corporation tratto dal romanzo omonimo di Vicente Blasco Ibáñez, i Quattro Cavalieri vengono definiti in modo implicito come il risultato dell'avidità e guerra umana. Il film del 1962, basato sempre sul romanzo, è ambientato nel periodo delle due guerre mondiali: protagonisti sono Charles Boyer e Glenn Ford e il film fu diretto da Vincente Minnelli.
- Ne Il cavaliere pallido di Clint Eastwood questi interpreta il protagonista, chiamato con l'epiteto "Il quarto cavaliere".
- Nel film Sacrificio fatale appaiono almeno due dei Cavalieri, anche se il loro ruolo è per lo più allegorico.
- All'inizio del film Tombstone, Johnny Ringo cita questo passo dell'Apocalisse: "Ecco il cavallo pallido. L'uomo che lo cavalcava era la Morte e l'Inferno lo seguiva".
- Nei titoli di testa di Terminator 2: Il giorno del giudizio si vedono quattro cavalli da giostra che bruciano perfettamente in riga. Il tema del film è proprio un'imminente apocalisse, per cui è chiaro il riferimento ai Cavalieri.
- Nel film Now You See Me - I maghi del crimine, i quattro illusionisti protagonisti si fanno chiamare "i quattro cavalieri".
- Nella serie TV Fantaghirò 4 del 1994 con Alessandra Martinez, gli antagonisti sono tre cavalieri neri (e non quattro) denominati Pestilenza, Dolore e Carestia.
- Nel film Bussano alla porta di M. Night Shyamalan gli assalitori rappresentano i quattro cavalieri dell'Apocalisse.

### Letteratura e fumetti
- I 4 Cavalieri dell'Apocalisse sono i protagonisti di un breve fumetto disegnato da José Ortiz e scritto da J.L. Roig nella metà degli anni '70.
- La serie fantasy Incarnation of immortality di Piers Anthony è influenzata dalle figure dei Cavalieri. I titoli dei due libri, On a Pale Horse e Welding a Red Sword, fanno riferimento rispettivamente a Morte e Guerra e i libri ruotano attorno a personaggi le cui mansioni soprannaturali sono simili a quelli dei Cavalieri.
- In I talismani di Shannara di Terry Brooks quattro Ombrati prendono le sembianze dei Cavalieri, mimandone le rispettive caratteristiche peculiari con la loro magia; costoro assediano la fortezza di Paranor per tenere il druido Walker Boh all'interno delle mura; Walker compirà vari tentativi per aggirarli e combatterli, ma alla fine riuscirà nell'impresa proiettando la sua stessa immagine a turno su uno di loro, spingendoli a combattersi.
- Nella serie a fumetti Army of Darkness, ispirata all'omonimo film, Ash si trova ad affrontare i Cavalieri.
- Nell'universo DC Comics i Quattro Cavalieri di Apokolips furono creati da una coalizione di scienziati malvagi e causarono la pazzia di Black Adam uccidendo il fratello adottivo Osiride, Iside e sua moglie, e vennero poi uccisi dal suddetto; tuttavia sono stati in grado di resuscitare impossessandosi dei corpi di alcune persone. Il loro leader è Morte.
- I Cavalieri di Apocalisse sono un gruppo di mutanti più o meno potenti della Marvel Comics sotto il comando di Apocalisse e che ricevono i nomi dei Quattro; Apocalisse, inoltre, ha l'abitudine di potenziare i suoi esecutori e, nel corso degli anni, gli autori hanno preso vari personaggi Marvel per questi ruoli, come Angelo/Arcangelo o Wolverine che hanno ricoperto in tempi diversi il ruolo di Morte. Nel film X-Men - Apocalisse i mutanti scelti da Apocalisse sono Magneto, Psylocke, Angelo e Tempesta. Compaiono anche in Insuperabili X-Men, X-Men: Evolution e sarebbero dovuti apparire in Wolverine & the X-Men (la seconda stagione, mai realizzata, era basata sulla serie L'era di Apocalisse).
- Nel manga Seraph of the End di Takaya Kagami alcuni protagonisti portano le armi dei Cavalieri: Yoichi porta un arco, Yu una spada, Kimizuki due spade gemelle al posto della bilancia e Shinoa una falce.
- Nel manga Chainsaw Man vengono menzionati 4 diavoli i cui nomi incarnano le paure più recondite dell'umanità: Controllo (che é un'ulteriore interpretazione della conquista militare), Guerra, Carestia e Morte. Questi diavoli costituiscono un chiaro riferimento ai 4 Cavalieri dell'Apocalisse, chiamandosi anche come tali senza però l'ultimo sostantivo.
- Nel romanzo Buona Apocalisse a tutti! di Terry Pratchett e Neil Gaiman, Morte, Guerra, Carestia e Inquinamento (che ha sostituito Pestilenza) sono i quattro Cavalieri/motociclisti dell'Apocalisse che, dopo aver svolto il loro ruolo nei secoli, si apprestano a portare il caos sulla Terra nel giorno dell'undicesimo compleanno dell'Anticristo.
- Nella serie di Roberto Recchioni e Lorenzo Bartoli, John Doe, il protagonista omonimo lavora per la Trapassati Inc., alle dipendenze di Morte e gli altri tre Cavalieri (Guerra, Pestilenza e Fame).
- Nel romanzo Fate/strange Fake, Pestilenza partecipa alla Falsa Guerra del Santo Graal.
- "Four Knights of the Apocalypse" è il titolo del seguito sequel della popolare serie manga "The Seven Deadly Sins", scritta e disegnata dal mangaka Nakaba Suzuki, autore anche del seguito.
- The Four Horsemen è il titolo della tetralogia di Laura Thalassa, composta da i 4 libri: Pestilenza, Guerra, Carestia e Morte con protagonisti i 4 cavalieri dell'apocalisse che, uno alla volta, giungono sulla terra in luoghi diversi per eseguire la punizione divina voluta da Dio.

### Musica

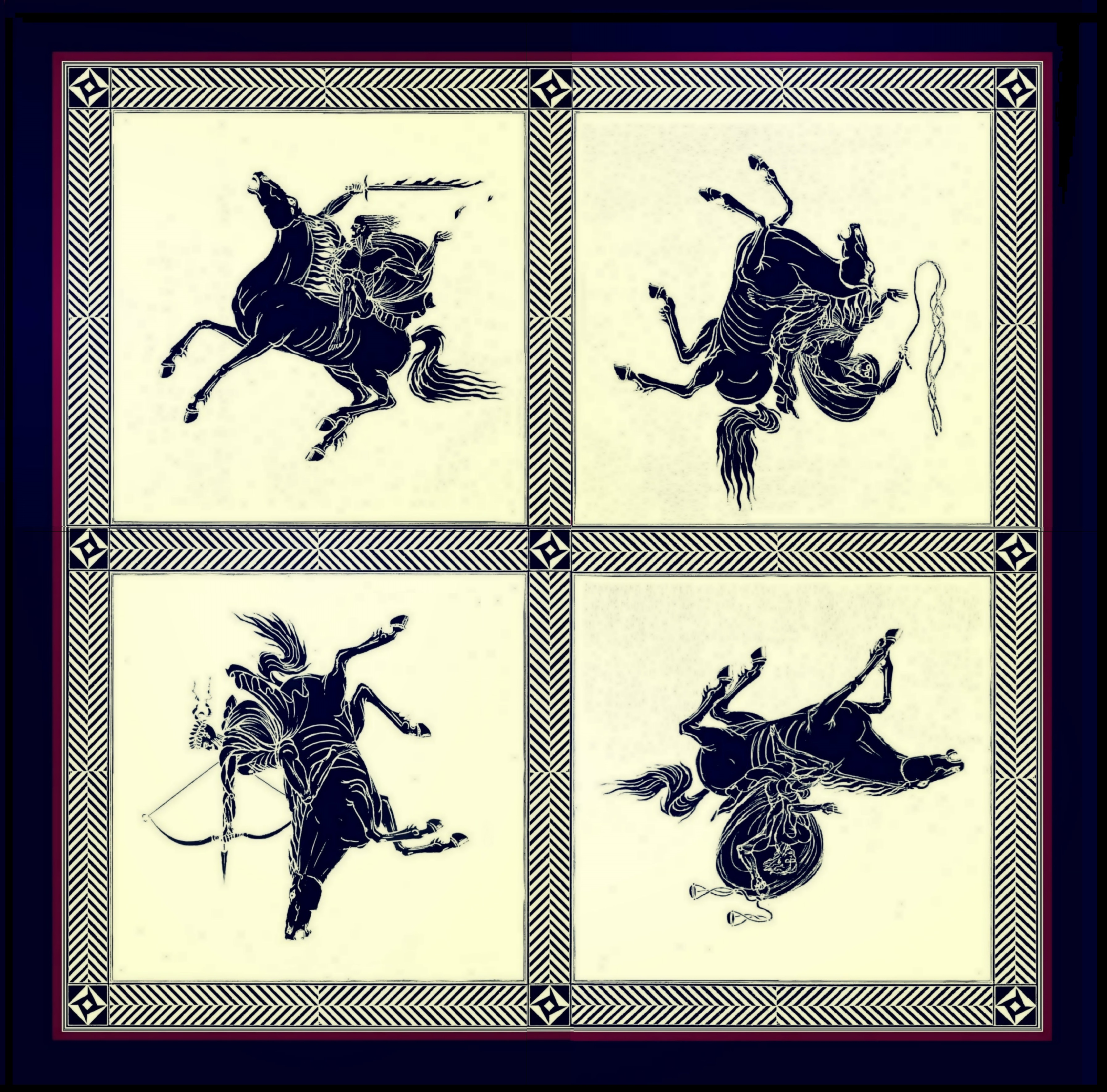
I Cavalieri dell'Apocalisse, Arnaldo Dell'Ira, progetto di mosaico, 1939-1940.

- L'album London Calling dei Clash contiene una canzone chiamata Four Horsemen.
- L'artwork del quarto album dei Muse, Black Holes & Revelations, presenta i Quattro seduti attorno a un tavolo sul pianeta Marte. I loro rispettivi cavalli sono piccoli sul tavolo di fronte a loro, per rappresentare come ogni afflizione dei Cavalieri ha superato quella dei loro cavalli.
- I Metallica ha composto la canzone The Four Horsemen in riferimento ai Quattro Cavalieri, qui chiamati Tempo, Carestia, Pestilenza e Morte (forse per ragioni metrico-ritmiche).
- La canzone dei Judas Priest The four horsemen presente nell'album Nostradamus fa direttamente riferimento ai Quattro.
- Il gruppo britannico The Stranglers ha composto un brano intitolato Four Horsemen contenuto nell'album The Gospel According to the Meninblack del 1981.
- Il testo Revelations dei DragonForce fa riferimento ai Quattro Cavalieri.
- I Gallows fanno riferimento ai Quattro nella canzone Death Voices.
- Nella canzone The Man Comes Around di Johnny Cash ci sono più riferimenti all'inizio e alla fine del brano ai Quattro.
- La canzone dei Megadeth, Blessed Are The Dead dell'album United Abominations fa riferimenti a quattro cavalli dei cavalieri. Inoltre, sulla copertina dell'album è presente la mascotte Vic Rattlehead con i tratti dei cavalieri.
- I Klaxons fanno direttamente riferimento ai quattro cavalieri dell'apocalisse in una traccia nascosta alla fine del loro album di debutto.
- La canzone degli Aphrodite's Child, The Four Horsemen, fa direttamente riferimento ai Cavalieri dell'Apocalisse.
- Il chitarrista svedese Yngwie Malmsteen ha una canzone chiamata Four Horsemen (of Apocalypse) nel suo album del 2008 Perpetual Flame.
- Il video musicale I Feel Better di Hot Chip è vagamente basato sui quattro cavalieri dell'Apocalisse.
- Nel film storyboard dei Gorillaz, Rhinestones Eyes, viene accennato che il Boogieman è un contemporaneo dei cavalieri, o, eventualmente, il Quinto Sigillo.
- Nell'album Realtà Aumentata del rapper Mistaman la prima traccia Apocalipse Yao fa riferimento ai 4 cavalieri della apocalisse.
- Nel video di Childish Gambino This is America, appare un cavaliere incappucciato su un cavallo bianco.
- Nel video di Magnetic Man feat. John Legend Getting Nowhere compaiono i quattro cavalieri dell'Apocalisse sotto forma di ragazzi incappucciati con biciclette e felpe dei diversi colori, nei riflessi si vedono come cavalieri e portano i rispettivi flagelli sui luoghi che visitano.
- L'intro del 2012 del rapper Mezzosangue fa più volte riferimento ai cavalieri dell'Apocalisse, dichiarandosi provocatoriamente come il quinto membro di essi.

### Televisione
- Nell'episodio 3 della sesta stagione di Dexter, la scena finale mostra i quattro cavalieri dell'Apocalisse spaventare i residenti di Miami.
- In Sleepy Hollow, il cavaliere senza testa si rivela essere uno dei Quattro Cavalieri, Morte, resuscitato da una misteriosa congrega di Sleepy Hollow dopo che Ichabod Crane gli tagliò la testa quando il cavaliere servì nell'esercito britannico durante la guerra per l'indipendenza. Nel corso della serie compaiono gli altri tre cavalieri, ma la loro identità col tempo può cambiare quindi più persone ne assumono il ruolo come il protagonista, Ichabod Crane, che per un breve periodo è il cavaliere Guerra.
- Nella serie Supernatural i due protagonisti (Sam e Dean Winchester) durante la quinta stagione devono rubare gli anelli dei quattro cavalieri dell'apocalisse. In più si ritrovano in diversi episodi faccia a faccia con l'ultimo cavaliere, Morte.
- In I quattro dell'apocalisse (episodio 21, stagione 2) del telefilm Streghe compaiono i quattro cavalieri, visti come demoni potenti: morte, guerra, violenza e fame.
- Nell'episodio 7 della prima stagione di The Mist, compaiono quattro figure riconducibili ai cavalieri dell'Apocalisse nel bosco davanti alla chiesa del paese
- Nella serie Good Omens sono rappresentati i Cavalieri dell'Apocalisse per svolgere le funzioni affidategli dalla Bibbia.

### Serie animata
- In Digimon Adventure, i nemici finali dei Digiprescelti sono i quattro Padroni delle Tenebre (MetalSeadramon, Machinedramon, Puppetmon, e Piedmon), seguiti da Apocalymon, in parallelo alla storia dei Quattro Cavalieri dell'Apocalisse.
- Nell'episodio Brani biblici (S10 E18) dei Simpson i quattro cavalieri sono mostrati a cavallo di una nuvola rossa nel cielo durante l'apocalisse.
- Nella serie The Hollow i protagonisti incontrano e aiutano i quattro cavalieri
- In Miraculous - Le storie di Ladybug e Chat Noir è presente un gruppo di supereroi chiamati per l'appunto "I Cavalieri dell'Apocalisse" composti da Viperion, Tigresse Pourpre, Minotaurox e Pigella. Quest'ultima, per via della sua malattia cronica, abbandona e rinuncia di essere la posseditrice del Miraculous del Maiale.

### Videogiochi
- In Ace Combat 5: The Unsung War c'è una missione chiamata "I quattro cavalieri".
- In Afterlife, i quattro cavalieri sono raffigurati come i quattro Surfisti di Apocalypso, che sono chiamati se un giocatore rimane in debito estremo per un periodo troppo lungo. I quattro surfisti appaiono cavalcando un'onda di fuoco e distruzione e distruggono l'aldilà del giocatore, mettendo così fine al gioco.
- In Battlefield 1, l'arrivo della quarta e ultima espansione, Apocalypse, ha introdotto 4 piastrine intitolate ai rispettivi cavalieri: Peste, Guerra, Carestia e Morte, i cui incarichi sono molto più difficili da portare a termine rispetto alle normali piastrine, nominate con i 7 peccati capitali.
- In Apocalypse, Trey Kincaid (interpretato da Bruce Willis) deve combattere il Reverendo, che ha scatenato i quattro cavalieri chiamati: Morte, Peste, Guerra e Fame.
- Il videogioco Far Cry 5 vede come principale antagonista il Predicatore, ovvero Joseph Seed, che crede di dover proteggere gli abitanti della città immaginaria di Hope County, Montana, da "un'inevitabile catastrofe" fondando una setta chiamata il Progetto a Eden's Gate (ispirato al vero Heaven’s Gate). Joseph Seed ed i fratelli conosciuti come gli Araldi (Jacob, John e Faith) per tutta la durata del gioco fanno riferimenti all'Apocalisse, ai 7 sigilli e ai 4 cavalieri.
- In Call of Duty 4: Modern Warfare, i quattro antagonisti primarie sono indicate collettivamente come "quattro cavalieri". Uno di loro sulla fotografia del gruppo rimane non identificato, ma è implicito che sia morto (viene barrato). In Call of Duty: Modern Warfare 2, l'antagonista principale, Vladimir Makarov, potrebbe essere il cavaliere non identificato del primo gioco. Considerando sia le imprese di Makarov e che la serie Modern Warfare è stato progettato come una trilogia, è molto probabile che egli è il secondo cavaliere guerra.
- In Champions: Return to Arms, i quattro cavalieri possono essere combattuti in una fase bonus.
- In The Darkness, dopo che il protagonista si suicida si ritrova nel Otherworld e deve individuare le manifestazioni fisiche dei quattro cavalieri prima di procedere attraverso il livello e tornare alla vita. Solo morte (tre persone a testa in giù su una croce) e guerra (un massiccio e grottesco cannone) sono necessari per la realizzazione di questa sezione.
- In Darksiders il giocatore assume il ruolo di Guerra, uno dei quattro cavalieri dell'Apocalisse, accusato di aver scatenato prematuramente l'Apocalisse e, avuta una seconda possibilità, rimandato sulla Terra per punire i veri colpevoli; gli altri tre cavalieri sono menzionati solo nei dialoghi e si vedono arrivare da lontano solo alla fine del gioco sotto forma di comete. Il manuale di gioco rivela i loro nomi come Morte, Furia (unico cavaliere femminile) e Conflitto. Il seguito, Darksiders II, ha come protagonista Morte che cerca di riscattare il fratello. Nel gioco si viene a sapere che i quattro cavalieri sono gli ultimi esponenti della razza dei Nephilim, creature metà angeliche e metà demoniache; inoltre, Furia e Conflitto vengono mostrati leggermente più in dettaglio. Il terzo capitolo, Darksiders III, vede come protagonista Furia che darà la caccia sulla Terra ai Sette Peccati Capitali. Nello spin-off Darksiders Genesis ritroviamo Guerra e Conflitto assieme per fermare un complotto ordito dal Principe delle Tenebre Lucifero.
- In caduta dal cielo, la modifica più importante per Civilization IV, come il contatore annuncia l'Armageddon, quattro cavalieri (Stephanos il conquistatore, Bubos il portatore di guerra, Yersinia la portatrice di peste e Ars Moriendi, la morte stessa) appaiono terrorizzando le civiltà umane.
- In Fallout Tactics: Brotherhood of Steel, i giocatori possono incappare in modo casuale attraverso i quattro cavalieri mentre vagano per la mappa del mondo (L'incontro viene denominato "I quattro cavalieri della post-Apocalisse", in riferimento alla guerra nucleare). Sono seduti intorno a un falò a fare commenti circa l'apocalisse che si è già verificato. Ogni cavaliere è nell'intervallo sanitario "quasi morto", indicando che essi hanno salute molto bassa rispetto alla loro salute massima.
- In Final Fantasy VII, il boss finale utilizza un attacco chiamato nella versione inglese "Pale Horse".
- In Fire Emblem: Path of Radiance e Fire Emblem: Radiant Dawn, il regno di Daein detiene quattro generali di estrema abilità e potenza in battaglia, che sono indicati come i "Quattro Cavalieri".
- In The Binding of Isaac sono presenti (sotto forma di boss) cinque Cavalieri dell'Apocalisse: War (Guerra), Famine (Carestia), Death (Morte), Pestilence (Pestilenza) e Conquest (Conquista).Sono presenti anche delle forme più forti di guerra,fame,carestia e morte che proteggono il boss "The Beast",raffigurazione del male
- In Guild Wars, una delle missioni nel mondo sotterraneo si chiama "I quattro cavalieri", dove si devono uccidere quattro cavalieri spettrali.
- In Heroes of Newerth, cinque personaggi hanno avatar alternativi chiamati, "Guerra", "Carestia", "Pestilience", "Morte", e "Conquista".
- In Hexen II, i quattro cavalieri sono rappresentati come boss per episodi. Essi appaiono in ordine: Carestia, Morte, Pestilenza e Guerra. Ognuno degli episodi che caratterizzano i Cavalieri hanno un ambiente unico storico culturale in cui hanno avuto luogo: Europa medievale per Carestia, Mesoamerica per Morte, Antico Egitto per Pestilenza e greco-Roma per Guerra. Nella storia si dice che i Cavalieri siano i generali di Eidolon, il boss finale del gioco.
- In Ice Station Santa, il primo dei 5 episodi di Sam & Max Season Two richiede all'utente di raccogliere le action figure dei quattro cavalieri per un puzzle.
- In Metal Gear 2: Solid Snake, ha luogo una battaglia dove quattro assassini che si fanno chiamare i Quattro Cavalieri attaccano Solid Snake in un ascensore.
- Il livello finale in Nethack presenta tre personaggi come morte, fame e peste. Il quarto cavaliere, guerra, si presume essere il giocatore.
- In Quake Mission Pack 2: Dissolution of Eternity in un tempio vi sono un insieme di vetrate che raffigurano i quattro cavalieri dell'Apocalisse: Pestilenza, Morte, Guerra e Carestia.
- In Quake 4 i convogli che portano l'EMP al tetranode sono chiamati "Guerra", "Carestia", "Pestilenza" e "Morte".
- Nel contenuto scaricabile di Red Dead Redemption, Undead Nightmare, 4 degli esseri mitici montabili sono cavalli etichettati come Pestilenza, Guerra, Carestia e Morte, noti come "i quattro cavalli dell'Apocalisse".
- In RuneScape sono presenti quattro cavalieri nell'area "Roccaforte di Sicurezza", ma i nomi di guerra, carestie, pestilenze, e morte sono applicati a livelli nel Dungeon. Alla fine di ogni livello, viene data una ricompensa chiamata con i nomi di natura opposta: i premi sono "il dono della pace", "il grano dell'abbondanza", "la scatola della salute", e "la culla della vita".
- In Scribblenauts Unlimited è possibile evocare Pestilenza, Carestia, Guerra e Morte.
- In Shin Megami Tensei: Nocturne e Shin Megami Tensei: Devil Summoner 2: Raidou Kuzunoha vs. King Abaddon i Quattro Cavalieri appaiono come Cavaliere Rosso, Cavaliere Bianco, Cavaliere Nero e Cavaliere Pallido, presenti in battaglie impegnative di entrambi i giochi, mentre in Persona 5 sono dei persona creabili tramite fusione.
- In World of Warcraft i "Cavalieri dell'Apocalisse" sono i boss incontrati nell'incursione di Naxxramas nell'espansione Wrath of the Lich King: Zeliek è il Cavaliere Bianco della Conquista, Barone Fieramorte il Cavaliere Rosso della Guerra (succeduto ad Alexandros Mograine), Blaumeux il Cavaliere Nero della Carestia e Korth'azz il Cavaliere Pallido della Morte.
- Nella serie Xenosaga i personaggi principali, Rubedo, Albedo, Citrine e Nigredo sono i quattro cavalieri dell'Apocalisse.
- Nel videogioco Minecraft, è possibile trovare quattro cavalli scheletri cavalcati da scheletri con Elmo di Ferro ed arco incantato, i quali compariranno solo durante le tempeste, quando un cavallo scheletro verrà colpito da un fulmine. Comunemente questo gruppo di mostri è associato ai quattro cavalieri dell'Apocalisse.
- Nel videogioco Dofus un intero filone di trama è ispirato ai cavalieri dell'Apocalisse. Sono presenti 4 aree di gioco ognuna dedicata ad un determinato cavaliere Guerra, Miseria, Servitù, Corruzione.
- Nei videogiochi Destiny e Destiny 2 l'arma "Quarto Cavaliere" è un chiaro riferimento ai 4 Cavalieri.
- Nel videogioco Ed Hunter, rilasciato per poco tempo come accompagnamento all'omonimo album degli Iron Maiden, il boss finale sono i Quattro Cavalieri dell'Apocalisse.

### Wrestling
- I Four Horsemen sono stati una stable di wrestling attiva nel panorama statunitense per diverse decadi.